# Látomások (Született feleségek)
A Látomások (A Vision’s Just a Vision) a Született feleségek (Desperate Housewives) című amerikai filmsorozat kilencvenhetedik epizódja. Az Amerikai Egyesült Államokban először az ABC (American Broadcasting Company) adó vetítette 2008. december 7-én.

## Az epizód cselekménye
Szörnyű dolog sötétségben élni, nem látni mindazt, ami másoknak magától értetődő. De olykor néhány szerencsés számára, aprócska fény töri át azt a sötétséget, és magával hozza annak ígéretét, hogy szebb napok várnak ránk. Egyre inkább úgy tűnik, hogy Carlos szemműtétje sikeres volt, s ugyan egyelőre csak körvonalaiban, de már érzékeli a körülötte lévő világot. Gabrielle azonban aggódni kezd, hiszen így hamarosan kiderülhet, hogy kénytelen volt eladni néhány, Carlos számára fontos tárgyat. Miután Dave azt hazudja a nyomozóknak, hogy Porter Scavot látta a tűz éjszakáján, a fiút letartóztatják. Lynette és Tom persze minden erejükkel és pénzükkel azon vannak, hogy bebizonyítsák Porter ártatlanságát, Bob pedig elvállalja a védelmét. Kiderül, hogy az Orson orrsövényműtétjét végző plasztikai sebész immár fél éve Andrew élettársa. Bree ezért úgy dönt, hogy vacsorára hívja őket, ahol kínos dologra derül fény. Susan kisfia nehezen viseli az édesapja és Katherine kapcsolatát, s ez időről időre tettekben is megnyilvánul nála. A bosszúszomjas Dave eközben kezdi elveszíteni az önmérsékletét.

## Mellékszereplők
- Todd Grinnell - Dr. Alex Cominis
- Peter Onorati - Warren Schilling
- Kevin Rahm - Lee McDermott
- Tuc Watkins - Bob Hunter
- Todd Waring - Dr. Martin
- Ron Gilbert - Az olasz üzletember
- Marisa Petroro - Az olasz titkárnő
- Madison De La Garza - Juanita Solis
- Daniella Baltodano - Celia Solis
- Mason Vale Cotton - MJ Delfino
- Marie Caldare - Lila Dash
- Matthew Jones - Rendőr (1)
- Vincent M. Ward - Őr

## Mary Alice epizódzáró monológja
- A narrátor, Mary Alice monológja az epizód végén (a magyar változat alapján):

„Szörnyű dolog sötétségben élni, nem látni mindazt, ami másoknak magától értetődő. De ha szerencsénk van, a sötétség helyébe lép a fény, és végre meglátjuk a titkos áldozatokat, amelyeket a feleségünk hozott, a meglepő fejlődést, amelyet az anyánk mutat, vagy a számításba nem vett következményeit a saját tetteinknek. De vannak, akik önként választják a sötétséget, mert a sötétben csak azt látják, amit látni akarnak.”

## Epizódcímek más nyelveken
- Angol: A Vision’s Just a Vision (Egy látomás csak egy látomás)
- Német: Visionen (Látomások)
- Francia: Circulez, y a tout à voir (Nézz szét, annyi a látnivaló)
- Olasz: Sprazzi di luce nell’oscurità (Fényfoltok a sötétben)